# Beni Hassan

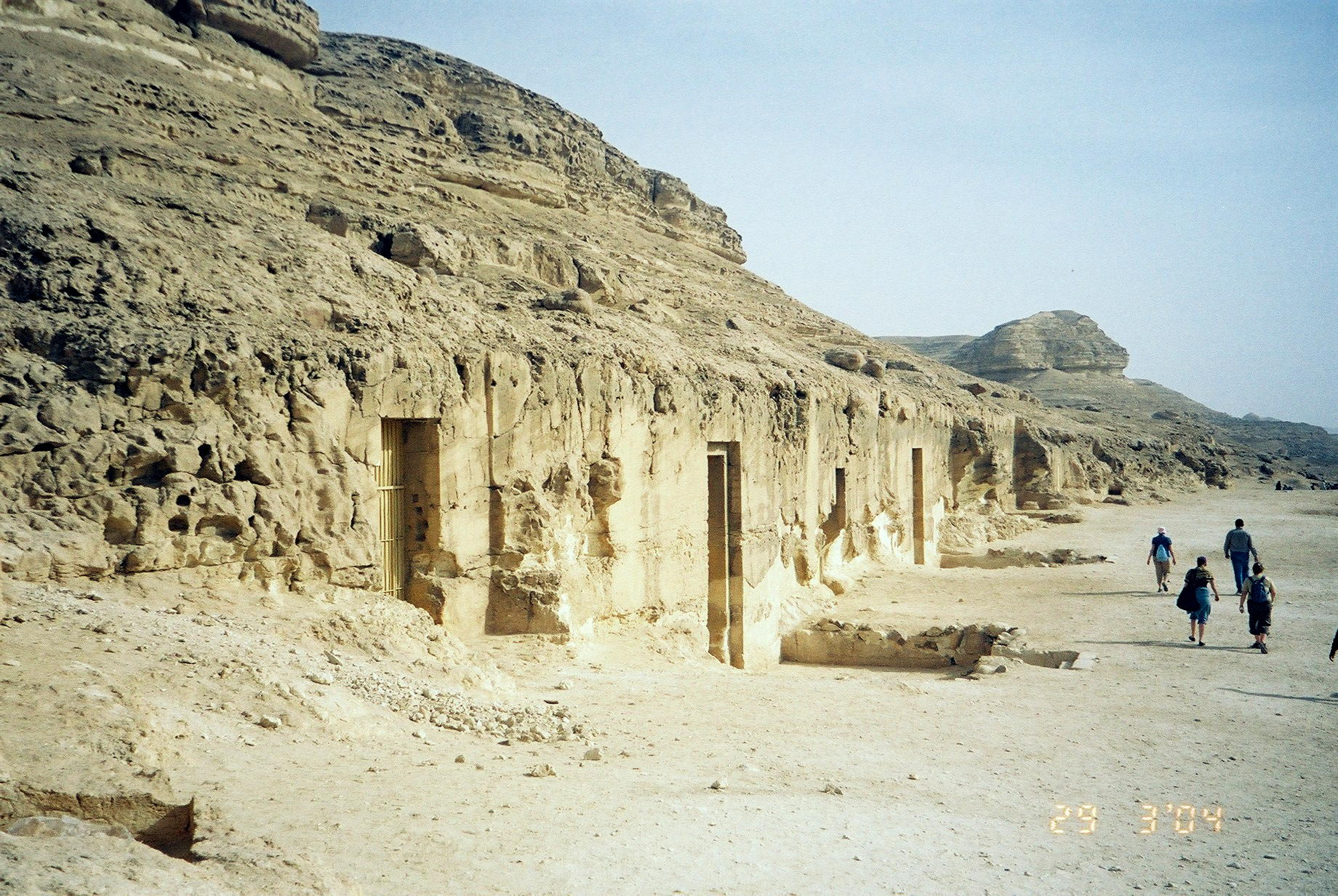
Les tombes de Khety i Baket

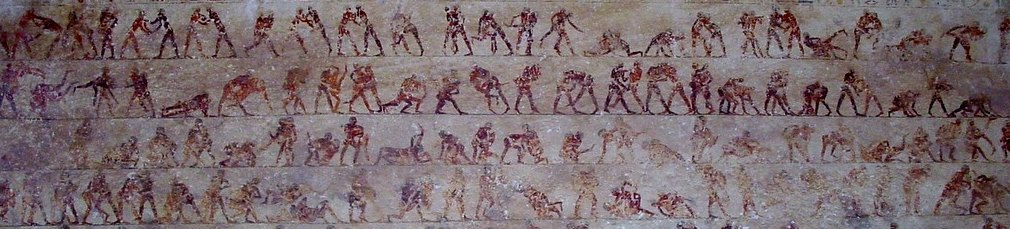
Detall de les escenes de lluita a la tomba 15.

Beni Hasan o Beni Hassan (àrab: بني حسن, Banī Ḥasan) és un jaciment arqueològic d'Egipte a tocar de la riba dreta del riu Nil, prop de la ciutat d'Al-Minya (a uns 25 km), famós per la seva necròpolis de l'Imperi Mitjà, on hi ha 39 tombes entre les quals, com a mínim 8 són dels principals senyors del nomós de l'Òrix (nomós XVI, Mehmahetch) i corresponen a les dinasties XI i XII. Els hipogeus de 12 tombes són plens d'escenes de la vida quotidiana egípcia. La major part de les tombes corresponen a la dinastia XI amb una sola columna, una sola cambra i una falsa porta a l'interior del mur. També existeix un segon estil de tomba amb columnes estriades i tallades en forma de lotus. Finalment es troben les de la dinastia XII, amb un pati exterior, una avantcambra amb dues columnes i una cambra funerària interior. Les avantcambres també s'anomenen sovint «capelles». La majoria de tombes contenen inscripcions biogràfiques, representacions de la vida quotidiana i escenes de batalles. Són famoses per la seva gran qualitat, tot i que moltes estan molt degradades o malmeses actualment. N'existeixen còpies dels egiptòlegs del segle xix.
Beni Hassan havia estat ja una necròpolis durant l'Imperi Antic i el Primer Període Intermedi.
Entre les tombes principals destaquen:
- Tomba número 2: Tomba d'Amenemhet o Ameni, de la dinastia XII, més elaborada que les anteriors, amb quatre columnes de 16 cares. El propietari va viure durant el regnat de Senusret I i fou el darrer posseïdor hereditari del títol de Gran senyor de la província de l'Òrix).
- Tomba número 3: Tomba de Knumhotep II, successor d'Amenemhet al govern de l'Òrix però va tenir menys poder que ell a causa de l'increment del poder de l'estat. La seva tomba fou una de les darreres construïda a Beni Hasan. Portava els títols de cap hereditari, lleial al rei, i "el que és estimat pel déu". La tomba de Khnumhotep conservava la seva autobiografia a la paret inferior de les bases i tenia un part de l'estàtua del seu amo. Amb dos columnes poligonals, destaca per les representacions de les caravanes dels comerciants semites.
- Tomba número 15: Tomba de Baqet III o Baket III governador provincial (nomarca) de Menat-Khufu (moderna Al-Minya) al final de la dinastia XI. Destaca per les representacions de tècniques de lluita.[3]
- Tomba número 17: Tomba de Khety, fill de Baket III i també governador provincial durant la dinastia XI.

Al sud de les tombes hi havia un temple excavat a la roca dedicat al culte a Pakhet. Va ser construït per Hatshepsut i Tuthmosis III, conegut com la Cova d'Artemisa pels grecs (que identificaven Pakhet amb Artemisa). El temple és subterrani. Al costat hi ha una capella coneguda com a Speos Batn al-Bakarah.
La moderna Beni Hasan rep el seu nom de la tribu dels Banu Hasan o Bani Hasan que es van establir a la comarca el segle xviii. La necròpolis fou explorada especialment per Percy Newerry entre el 1890 i 1894. Al mateix lloc John Garstang va excavar tombes de les dinasties VI, XI i xii entre el 1902 i el 1904. Nina de Garis Davies va copiar les escenes pintades el 1931. Les pintura foren restaurades els anys 1980.